# Cymothoe butleri
Cymothoe butleri är en fjärilsart som beskrevs av Karl Grünberg 1908. Cymothoe butleri ingår i släktet Cymothoe och familjen praktfjärilar. Inga underarter finns listade i Catalogue of Life.